# Peetu Piiroinen
Peetu Ilari Piiroinen (født 15. februar 1988 i Hyvinge, Nyland) er en finsk snowboarder.
Han tog titlen som TTR-mester i sæsonen 2008-09 ved Burton US Open i Vermont. I 2007-08-sæsonen blev han rangeret som den tredje bedste udøver i verden. Han steg til tops i slopestylekonkurrencen The Arctic Challenge i Wyllerløypa 7. marts 2010. Dermed sikrede han sig også TTR-mesterskabet i 2009-10.
Piiroinen har en sponsoraftale med Burton Snowboards. Andre sponsorer er Battery og 015 Boards & Lifestyle.
Piiroinens lillebror, Petja Piiroinen, er ligeledes udøver af snowboarding.

## Olympiske lege
Piiroinen deltog første gang i de olympiske vinterlege i 2010 i Vancouver, hvor han stillede op i halfpipe. Her var amerikaneren Shaun White tårnhøj favorit, og han vandt da også sit indledende heat, mens Piiroinen vandt det andet. I finalen indledte White med at score 46,8 point, mens hans landsmand, Scotty Lago, var næstbedst med 42,8, men i andet løb scorede Piiroinen 45,0 og lagde sig på andenpladsen, mens White forbedrede sit resultat til 48,4, og Lago forbedrede ikke sit resultat. Dermed var der guld til White, sølv til Piiroinen og bronze til Lago.
Ved vinter-OL 2014 i Sotji stillede Piiroinen op i slopestyle, hvor han blev nummer syv, mens han ikke stillede til start i halfpipe. Ved vinter-OL 2018 stillede han op i halfpipe, hvor han blev nummer 12, i slopestyle, hvor han blev nummer 18 og i Big Air, hvor han blev nummer 14.